# Dimensão

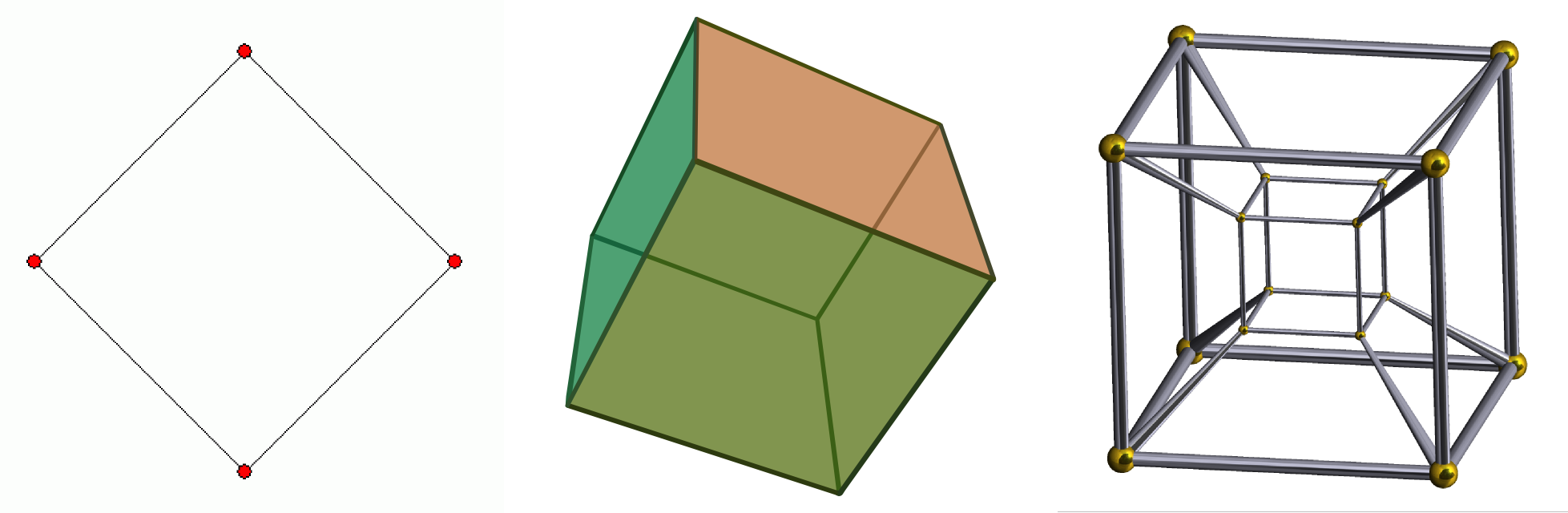
Da esquerda para a direita: o quadrado, o cubo e o tesserato. O quadrado bidimensional (2d) é delimitado por linhas unidimensionais (1d); o cubo tridimensional (3d) por áreas bidimensionais; e o tesserato quadridimensional (4d) por volumes tridimensionais. Para exibição em uma superfície bidimensional, como uma tela, o cubo 3D e o tesserato 4d exigem projeção.

1. Dois pontos pode ser conectado para criar um segmento de reta.
2. Dois segmentos de linha paralela  pode ser conectado para formar um quadrado.
3. Dois quadrados paralelos  pode ser conectado para formar um cubo.
4. Dois cubos paralelos pode ser conectado para formar um tesserato.

As primeiras quatro dimensões espaciais, representadas em uma figura bidimensional.

Na física e na matemática, a dimensão de um espaço matemático (ou objeto) é informalmente definida como o número mínimo de coordenadas necessárias para especificar qualquer ponto dentro dela.[nota 1] Assim, uma reta tem uma dimensão de um (1) porque apenas uma coordenada é necessária para especificar um ponto nela – por exemplo, o ponto no 5 em uma reta numérica. Uma superfície como um plano ou a superfície de um cilindro ou esfera tem uma dimensão de dois porque duas coordenadas são necessárias para especificar um ponto nela – por exemplo, uma latitude e uma longitude são necessárias para localizar um ponto na superfície de uma esfera. O interior de um cubo, um cilindro ou uma esfera é tridimensional porque são necessárias três coordenadas para localizar um ponto dentro desses espaços.
Na mecânica clássica, espaço e tempo são categorias diferentes e referem-se a espaço e tempo absolutos. Essa concepção do mundo é um espaço de quatro dimensões, mas não o que foi considerado necessário para descrever o eletromagnetismo. As quatro dimensões do espaço-tempo consistem em eventos que não são absolutamente definidos espacial e temporalmente, mas são conhecidos em relação ao movimento de um observador. O espaço de Minkowski primeiro se aproxima do universo sem gravidade; as variedades pseudo-riemannianas da relatividade geral descrevem o espaço-tempo com a matéria e a gravidade. Dez dimensões são usadas para descrever a teoria das cordas, onze dimensões podem descrever a supergravidade e a teoria-M, e o espaço de estados da mecânica quântica é um espaço de função de dimensão infinita.
O conceito de dimensão não se restringe a objetos físicos. Espaços de alta dimensão frequentemente ocorrem na matemática e nas ciências. Eles podem ser espaços de parâmetros ou espaços de configuração, como na mecânica lagrangiana ou hamiltoniana; estes são espaços abstratos, independentes do espaço físico em que vivemos.

## Na matemática
Na matemática, a dimensão de um espaço é o número de parâmetros necessários para identificar um ponto desse espaço.[nota 1]

### Exemplos
- A dimensão de {\displaystyle \mathbb {R} ^{n}} é {\displaystyle n\,}, isto é, cada ponto de {\displaystyle \mathbb {R} ^{n}} é descrito por {\displaystyle n\,} números reais.
- A dimensão real de {\displaystyle \mathbb {C} ^{n}} é {\displaystyle 2n\,}, isto é, cada ponto de {\displaystyle \mathbb {C} ^{n}} é descrito por {\displaystyle 2n\,} números reais.
- A dimensão complexa de {\displaystyle \mathbb {C} ^{n}} é {\displaystyle n\,}, isto é, cada ponto de {\displaystyle \mathbb {C} ^{n}} é descrito por {\displaystyle n\,} números complexos.
- A dimensão de um espaço vectorial é o número de vectores de qualquer base desse espaço.

### Contexto
É importante observar que a dimensão está vinculada à forma como o espaço se apresenta.
Assim, considerado como um espaço vetorial sobre os números reais {\displaystyle \mathbb {R} \,}, o espaço dos números complexos {\displaystyle \mathbb {C} \,} tem dimensão 2; considerado como um espaço vetorial sobre os números racionais {\displaystyle \mathbb {Q} \,}, a sua dimensão é  {\displaystyle 2^{\aleph _{0}}\,} (a potência do contínuo).
Analogamente, {\displaystyle \mathbb {Q} [i,{\sqrt {3}}]\,} é um espaço de dimensão 2 sobre {\displaystyle \mathbb {Q} [{\frac {1}{2}}+i{\frac {\sqrt {3}}{2}}]\,}, mas é um espaço de dimensão 4 sobre {\displaystyle \mathbb {Q} \,}
Como outro exemplo, tome-se o espaço de Hilbert cuja base de Hilbert seja enumerável. No contexto dos espaços de Hilbert, ele tem, obviamente, dimensão {\displaystyle \aleph _{0}\,}, porém, visto como espaço vetorial, a sua dimensão é {\displaystyle 2^{\aleph _{0}}\,}.

### Espaços vetoriais
A dimensão de um espaço vetorial é o número de vetores em qualquer base para o espaço, ou seja, o número de coordenadas necessárias para especificar qualquer vetor. Essa noção de dimensão (a cardinalidade de uma base) é frequentemente chamada de dimensão de Hamel ou dimensão algébrica para distingui-la de outras noções de dimensão.
Para o caso não-livre, isso se generaliza para a noção do comprimento de um módulo.

### Dimensão de Hausdorff
A dimensão de Hausdorff é útil para estudar conjuntos estruturalmente complicados, especialmente fractais. A dimensão Hausdorff é definida para todos os espaços métricos e, ao contrário das dimensões consideradas acima, também pode ter valores reais não inteiros. A dimensão da caixa ou a dimensão de Minkowski é uma variante da mesma ideia. Em geral, existem mais definições de dimensões fractais que funcionam para conjuntos altamente irregulares e atingem valores reais positivos não inteiros. Os fractais se mostraram úteis para descrever muitos objetos e fenômenos naturais.

### Espaços de Hilbert
Todo espaço de Hilbert admite uma base ortonormal, e quaisquer duas dessas bases para um espaço particular têm a mesma cardinalidade. Essa cardinalidade é chamada de dimensão do espaço de Hilbert. Essa dimensão é finita se, e somente se, a dimensão de Hamel do espaço é finita e, nesse caso, as duas dimensões coincidem.

## Na física

Um sistema do coordenadas cartesianas de três dimensões

Na física, as dimensões são parâmetros utilizados para descrever os fenômenos observados. A física clássica descreve o espaço em três dimensões. A teoria da relatividade geral propõe uma geometria quadridimensional conhecida como espaço-tempo e teorias mais modernas sugerem a existência de dez ou onze dimensões.

### Física clássica
A física clássica descreve o espaço usando três dimensões: grosseiramente falando, qualquer movimento pode ser decomposto em três componentes: cima/baixo, direita/esquerda e frente/trás. Mover-se para baixo significa deslocar-se no sentido negativo na direção vertical; mover-se para a esquerda equivale a deslocar-se no sentido negativo da direção horizontal e mover-se para trás significa deslocar-se negativamente na direção de topo.

### Tempo
O tempo é muitas vezes chamado de quarta dimensão. Na física clássica e na percepção intuitiva humana, o tempo é visto como um parâmetro à parte das dimensões espaciais. Na teoria da relatividade, desenvolvida sobretudo pelos trabalhos de Henri Poincaré e Albert Einstein, o tempo é visto como uma das dimensões do espaço quadridimensional chamado de espaço-tempo.

### Dimensões adicionais
A teoria das cordas e a teoria-M descrevem o universo com dez e onze dimensões, respectivamente.

## Redes e dimensão
Algumas redes complexas são caracterizadas por dimensões fractais. O conceito de dimensão pode ser generalizado para incluir redes incorporadas no espaço. A dimensão caracteriza suas restrições espaciais.